# 堺市立津久野中学校
堺市立津久野中学校（さかいしりつ つくの ちゅうがっこう）は、大阪府堺市西区にある公立中学校。
地域の宅地化とそれに伴う人口増加に伴い、地域の生徒数も激増し、堺市立上野芝中学校がマンモス校となっていた。上野芝中学校の過密解消策として、従来の同中学校の校区を分離する形で1986年に開校した。

## 通学区域
- 堺市立上野芝小学校・堺市立家原寺小学校・堺市立津久野小学校の通学区域。

## 交通
- 阪和線 津久野駅 東へ約800m。
- 南海バス津久野中学校前